# Heteralonia araxana
Heteralonia araxana är en tvåvingeart som först beskrevs av Paramonov 1928.  Heteralonia araxana ingår i släktet Heteralonia och familjen svävflugor. Inga underarter finns listade i Catalogue of Life.